# Іванівці (Хмільницький район)
Іва́нівці —село в Україні, у Хмільницькій міській громаді Хмільницького району Вінницької області . Населення становить 322 осіб.

## Назва
7 червня 1946 село Янівці Хмільницького району отримало назву Іванівці, Янівецьку сільську Раду названо Івановецькою.

## Історія
В давнину селом володіли Ярошинські (входило до Тиврівського ключа), які були змушені продати Кочубею.
На 1880 р. село належало до поліційного відділку і волості Новокостянтинів Літинського повіту Подільської губернії. Було 260 мешканців, 46 будинків. У власності селян — 352 десятини, церкви Різдва Богородиці — 36 десятин.
Вн з 31 жовтня на 1 листопада 1921 р. під час Листопадового рейду через Янівці проходила Подільська група (командувач Михайло Палій-Сидорянський) Армії Української Народної Республіки.
12 червня 2020 року, відповідно до Розпорядження Кабінету Міністрів України № 707-р, «Про визначення адміністративних центрів та затвердження територій територіальних громад Вінницької області», увійшло до складу Хмільницької міської громади.
19 липня 2020 року, в результаті адміністративно-територіальної реформи і ліквідації Літинського району, село увійшло до складу новоутвореного Хмільницького району.

## Відомі уродженці
- Гнатюк Василь Олексійович — український математик, педагог, заслужений працівник освіти України (1993), від 2006 року — перший проректор Кам'янець-Подільського національного університету імені Івана Огієнка.
- Білик Олег Олександрович — доктор наук з державного управління, кандидат технічних наук, доцент, від 2006 року — проректор комунального закладу вищої освіти "Вінницька академія безперервної освіти".

## Пам'ятки
- Гідрологічна пам'ятка природи місцевого значення Джерело «Сонячне»